# トヨタ自動車（中国）投資有限公司
トヨタ自動車（中国）投資有限公司（英語: Toyota Motor (China) Investment Co., Ltd.、中国語: 丰田汽车(中国)投资有限公司）は、中華人民共和国におけるトヨタ自動車の地域統括会社及び投資会社である。中国トヨタ自動車、中国トヨタなどとも訳される。略称TMCI。

## 概要
トヨタ自動車（中国）投資有限公司は、中華人民共和国が世界貿易機関に加盟した2001年に、トヨタ自動車の全額出資で天津市に設立された地域統括会社、投資会社、輸入車総販売代理店である。トヨタ自動車の代理として中華人民共和国政府等とも連絡し、砂漠化が進む豊寧満族自治県での植林活動や、北京市公安局へパトカーを寄贈するなどの活動も行っている。2004年には中華人民共和国政府より、トヨタ自動車の地域本部として認定された。2005年には貿易、卸売認可を得て、香港のトヨタ・モーター（チャイナ）株式会社から全業務が移管された。

## 出資
- 広汽トヨタ自動車（19.5%）
- 天津一汽トヨタ自動車（10%）